# Cyclothone pygmaea
Cyclothone pygmaea är en fiskart som beskrevs av Jespersen och Tåning 1926. Cyclothone pygmaea ingår i släktet Cyclothone och familjen Gonostomatidae. IUCN kategoriserar arten globalt som livskraftig. Inga underarter finns listade i Catalogue of Life.